# 櫻町站 (長野縣)
櫻町站（日语：／ Sakuramachi eki */?）是位於日本長野縣飯田市櫻町，屬於東海旅客鐵道（JR東海）飯田線的車站。

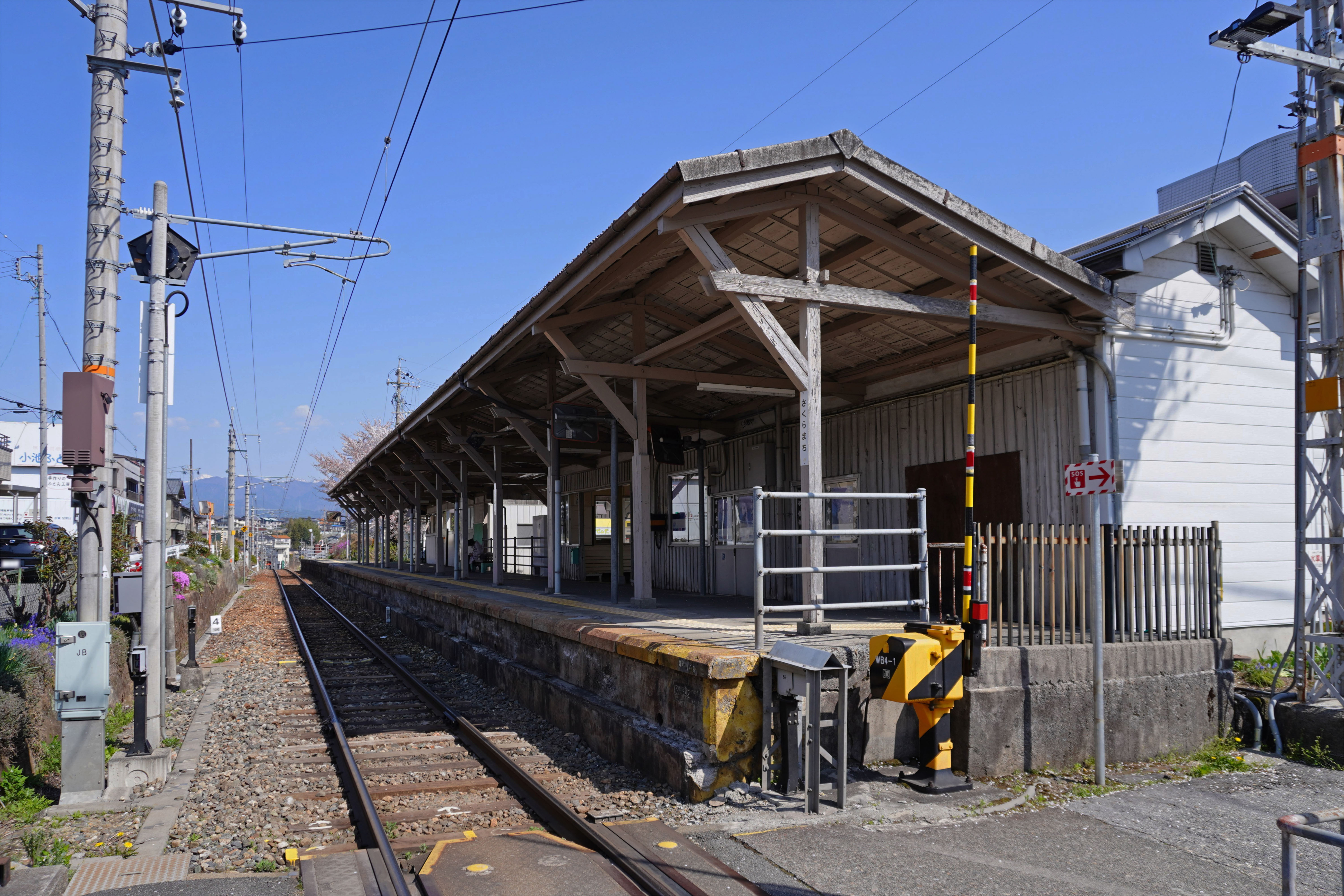
月台（2023年4月）

## 車站構造
本站為單式月台1面1線的地面車站，無法進行列車交會。而本站是由飯田站負責管理的無人站。

## 利用狀況
以下就是上車乘客人數。
- 2003年 - 148人
- 2004年 - 117人
- 2005年 - 100人
- 2006年 - 94人
- 2007年 - 84人
- 2008年 - 84人
- 2009年 - 83人

## 車站周邊
車站位於飯田市內街道中。
- 長野縣飯田風越高等學校

## 歷史
- 1923年（大正12年）8月3日 - 伊那電氣鐵道線飯田站至元善光寺站延伸段啟用。新設櫻町停車站。
- 1943年（昭和18年）8月1日 - 伊那電氣鐵道線國有化，成為國鐵飯田線車站。
- 1947年（昭和22年）4月20日 - 車站火災。
- 1971年（昭和46年）12月1日 - 行李和貨物起卸服務停止，開始業務委託。
- 1985年（昭和60年）4月1日 - 業務委託終止，並且成為無人站。
- 1987年（昭和62年）4月1日 - 因國鐵分割民營化，本站成為東海旅客鐵道的車站。

## 相鄰車站
東海旅客鐵道
 飯田線
■快速「水篶」（只限上行停車）、■普通
飯田－櫻町－伊那上鄉